# Oleria epimakrena
Oleria epimakrena är en fjärilsart som beskrevs av Richard Haensch 1905. Oleria epimakrena ingår i släktet Oleria och familjen praktfjärilar. Inga underarter finns listade i Catalogue of Life.